# Catherine Deroche
Pour les articles homonymes, voir Deroche.
Catherine Deroche, née le 24 février 1953 à Beaupréau (Maine-et-Loire), médecin de profession, est une femme politique française, membre du parti Les Républicains.

## Biographie

### Carrière politique
Catherine Deroche devient maire de Bouchemaine en 1999, puis est réélue en 2001 pour un second mandat. Elle devient vice-présidente de la communauté d'agglomération d'Angers Loire Métropole.
Élue conseillère régionale des Pays de la Loire lors des élections régionales de 2010, elle devient sénatrice de Maine-et-Loire le 12 octobre 2010, en remplacement de Christian Gaudin, nommé préfet. Elle est élue sénatrice en septembre 2011.
Elle soutient François Fillon pour la primaire présidentielle des Républicains de 2016.
Elle est promue chevalière de la Légion d'honneur le 1er janvier 2024.

## Détail des mandats et fonctions
Mandat parlementaire
- 12 octobre 2010 - 2 octobre 2023 : sénatrice de Maine-et-Loire

Mandats locaux
- 1999-2001 : maire de Bouchemaine
- 2001-2008 : maire de Bouchemaine
- vice-présidente de la communauté d'agglomération d'Angers Loire Métropole
- 2010-2021 : conseillère régionale des Pays de la Loire

Fonctions politiques
- Secrétaire départementale de l'UMP en Maine-et-Loire

## Distinction
- Chevalière de la Légion d'honneur (2023)[5]